# Авдеевские Выселки
Авдеевские Выселки — деревня в Зарайском районе Московской области, в составе муниципального образования сельское поселение Каринское (до 29 ноября 2006 года входила в состав Авдеевского сельского округа).

## География
Авдеевские Выселки расположены в 9 км южнее Зарайска, на реке верхний Осётрик, высота центра деревни над уровнем моря — 143 м.

## Население
| 2002 | 2006 | 2010 |
| ---- | ---- | ---- |
| 9    | ↘2   | ↘0   |

## История
Авдеевские Выселки впервые в исторических документах упоминаются в 1858 году, когда в деревне числилось 23 двора и 89 жителей, в 1884 году — 121 житель, в 1906 году — 19 дворов и 98 жителей. В 1930 году был образован колхоз им. 1 Мая, с 1950 года находится в составе колхоза им. Кагановича, с 1961 года — в составе совхоза «Авдеевский».